# البردا
البردا (به لاتین: Albreda) یک منطقهٔ مسکونی در گامبیا است که در North Bank Division واقع شده‌است.

## خصوصیات
البردا ۱٬۸۲۹ نفر جمعیت دارد.